# Maria Karnilova
Maria Karnilova (Hartford, 3 agosto 1920 – New York, 20 aprile 2001) è stata un'attrice, cantante e ballerina statunitense, nota soprattutto come interprete di musical..
È stata attiva soprattutto come attrice teatrale a New York e tra le sue numerose apparizioni si ricordano: L'opera del mendicante (1957), Gypsy: A Musical Fable (1959) e Gigi (1973). La sua performance più famosa è quella nel ruolo di Golde nel musical Il violinista sul tetto, per cui vinse il Tony Award alla miglior attrice non protagonista in un musical nel 1963.

## Filmografia parziale
- Voglio essere amata in un letto d'ottone (The Unsinkable Molly Brown), regia di Charles Walters (1964)